# 基約塔省

基約塔省是智利的54個省份之一，位於該國中部，由瓦爾帕萊索大區負責管轄，首府設於基約塔，面積1,113平方公里，2002年人口175,917，人口密度每平方公里158.1人。

## 外部連結
- （西班牙文） Official link （页面存档备份，存于）